# Ciurana
Ciurana (oficialmente Siurana) es un municipio español de la comarca del Alto Ampurdán en la provincia de Gerona, Cataluña. Situado entre los ríos Fluviá y Muga, en terreno plano con pequeños bosques de alcornoques y abedules.
El proceso de desecación de los estanques que terminó en el siglo XIX, hizo que se cambiara su agricultura, que pasó a ser de secano principalmente. Al encontrarse cerca de la Costa Brava, el turismo en la localidad ha aumentado considerablemente.

## Toponimia

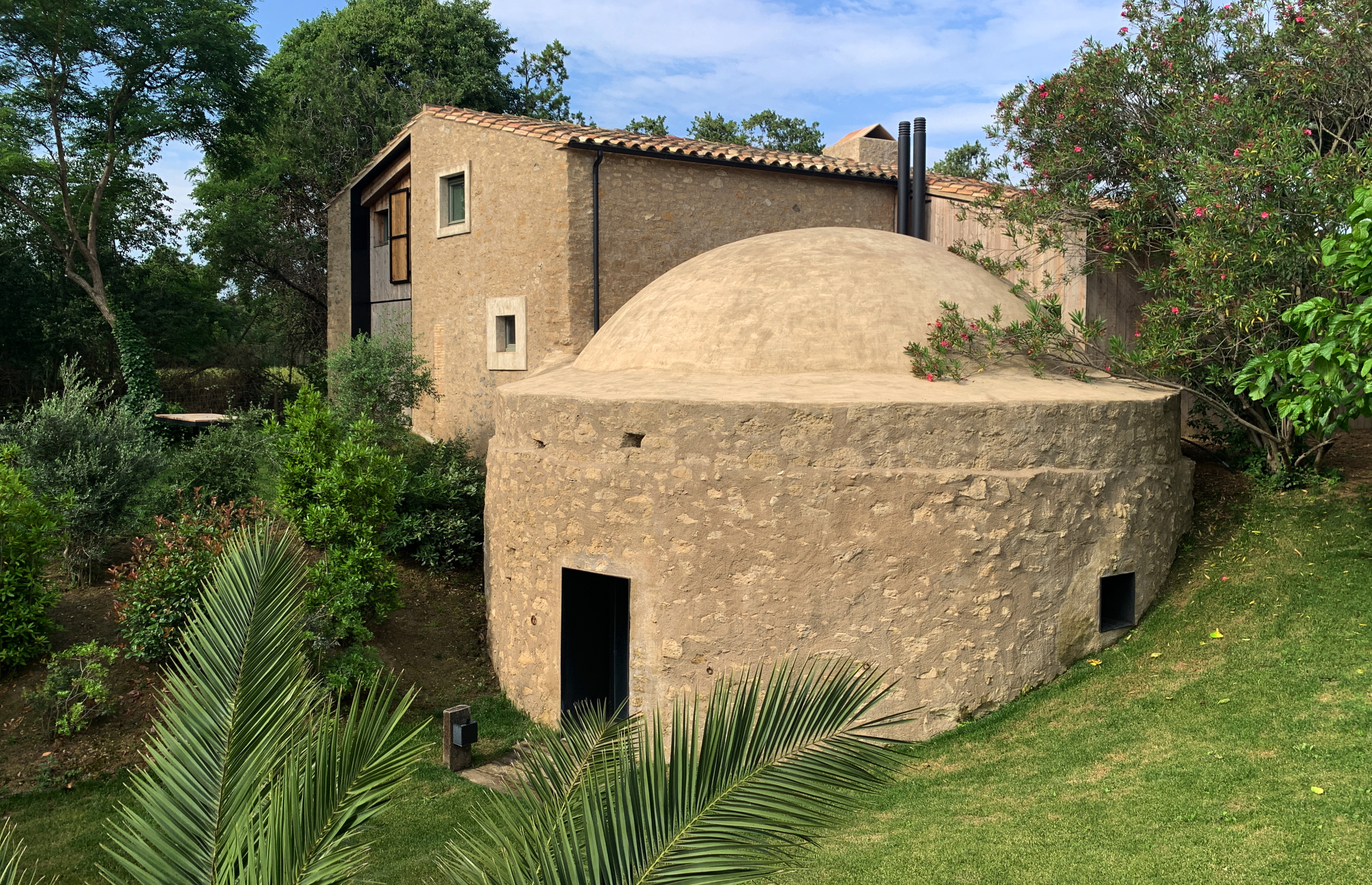
Antiguo pozo de hielo

Está documentado en el siglo X como Siveriana, antropónimo latino derivado de Severus. En el siglo XI aparece como Ciurana y en el siglo XIV la parroquia de Santa Coloma de Siurana. En el fogaje del siglo XV se llama Siurana de Empordà, de la veguería de Gerona, con un determinativo para diferenciarla de Siurana de Prades. En los primeros censos del siglo XIX se registró Ciurana. En 1933 se recuperó el nombre y la grafía tradicional de Siurana de Empordà, cambio anulado por el franquismo hasta 1983.

## Historia
Con el nombre de Villa Fuirana ya es nombrada en el año 822.
El castillo de Ciurana está documentado desde el año 1231, en estado ruinoso sólo quedan partes de muralla y la base de una torre circular.
Perteneció al histórico condado de Ampurias, en el siglo XVII fue alcaldía real.

## Demografía
Ciurana cuenta con una población de 180 habitantes (INE 2024).
| Gráfica de evolución demográfica de Ciurana entre 1842 y 2021 |
| |
| Población de derecho según los censos de población del INE Población de hecho según los censos de población del INEEn estos censos se denominaba Ciurana: 1842, 1857, 1860, 1877, 1887, 1897, 1900, 1910, 1920, 1930, 1940, 1950, 1960, 1970 y 1981 |

## Patrimonio
- Iglesia parroquial de Santa Coloma, del siglo XVIII, pero con elementos románicos, que hacen pensar en la existencia de un templo anterior
- Torre gótica, del siglo XVII